# Kinderhilfswerk Eine Welt
Das Kinderhilfswerk Eine Welt e. V. (vormals Kinderhilfswerk Dritte Welt e. V.) ist ein 1975 gegründeter gemeinnütziger Verein mit Sitz in Hamburg.
Der Verein verfolgt das Ziel, Kindern und Jugendlichen in deren Heimatländern in den Bereichen Gesundheit, Schule, Berufsausbildung zu helfen, einen selbstbestimmten Lebensweg einschlagen zu können.

## Geschichte
Die Organisation wurde im Jahr 1975 von dem Stern-Reporter Randy Braumann, dem damaligen Honorarkonsul der Republik Mali Hans-Georg Graichen und Dompropst Dieter Groß gegründet.
Was im Jahr 1978 mit einer länderübergreifenden Polio-Impfaktion in Mali und im Senegal begann, ist heute strukturelle Hilfe zur Selbsthilfe geworden. Das Hilfswerk begleitet und fördert Projekte in Afrika, Asien und Südamerika, die über Jahre im angestammten Kulturkontext gewachsen sind – und die diesem Kontext wieder unmittelbar zugutekommen. So kann nachhaltig zur Gesundheit, Betreuung und Ausbildung von Kindern und Jugendlichen in Ländern des Globalen Südens beigetragen werden. Durch langjährige Zusammenarbeit mit Vertrauensleuten vor Ort wird sichergestellt, dass die täglichen Bedürfnisse der Menschen nicht aus dem Blick geraten und dass die Projektstrukturen transparent bleiben. Gemeinsam leitet die Organisation den Aufbau und die Umsetzung der Projekte, führt Gespräche mit den Behörden und verfolgt die jeweiligen Maßnahmen.

## Ziele
Ziele sind:
- die Förderung und der flächendeckende Ausbau der medizinischen Versorgung in ländlichen Gebieten der Republik Mali durch den Bau von Gesundheitszentren und Impfstationen sowie durch soziale Beratungseinrichtungen für Schwangere und junge Mütter;
- die strukturelle Erweiterung von Bildungsangeboten in benachteiligten Erdregionen durch die Errichtung, Ausstattung und pädagogische Unterstützung von Grundschulen (Mali, Nepal);
- Nothilfe für gesunde und körperlich behinderte Kinder, Waisen und Straßenkinder durch Stärkung von lokal etablierten Betreuungseinrichtungen und Integrationsprogrammen u. a. in Malis Hauptstadt Bamako, in Musasa Ruli (Ruanda) und in Quito (Ecuador);
- die schulische Ausbildung, soziale Integration und berufliche Qualifizierung von Blinden und Sehgeschädigten in Mali, u. a. durch die Unterstützung der integrativen Internatsschule U.M.AV. in Bamako, die blinde und sehende Schülerinnen und Schüler in gemischten Klassen zu einem staatlichen Schulabschluss führt;
- die Stiftung interkulturellen Austausches durch Einbindung deutscher Schüler in pädagogische und soziale Entwicklungsprojekte mit mehrwöchigen praktischen Einsätzen im Projektgebiet;
- die Qualifizierung von Arbeitslosen in Deutschland durch die Integration in zweckgebundene Projekte, z. B. die Sammlung und Reparatur von medizinischen Sachspenden oder die Entwicklung von didaktischem Material für den naturwissenschaftlichen Unterricht in den Projektschulen.[3]

## Arbeitsschwerpunkte
Behindertenhilfe, Bildung, Entwicklungszusammenarbeit, Gesundheitshilfe, Kampagnen-, Bildungs- und Aufklärungsarbeit, Kinder- und Jugendhilfe, Völkerverständigung

## Länderschwerpunkte
Argentinien, Ecuador, Mali, Nepal, Ruanda, Südafrika und Ukraine

## Projekte
Das Kinderhilfswerk betreibt und unterstützt 35 Projekte zur Steigerung der Lebenssicherheit von Kindern und Jugendlichen. Die wichtigsten sind
- Über ein Dutzend Gesundheitszentren in allen Landesteilen des südlichen Mali mit Entbindungs- und Krankenstationen, Mutter-Kind-Betreuung, Beratungsstellen für geburtliche Vor- und Nachsorge, Ernährung, Sexualaufklärung und Familienplanung;[5]
- Rund 20 Grundschulen in Mali und Nepal;[5][6]
- Rund ein Dutzend Betreuungsprojekte für sozial und/oder gesundheitlich beeinträchtigte Kinder und Jugendliche in Argentinien, Ecuador, Mali, Ruanda, Südafrika, Nepal und der Ukraine.[7] Für die Fußball-Weltmeisterschaft 2014 in Brasilien stellte die Organisation fünf förderungswürdige Projekte zusammen, die in der filmischen Dokumentationsreihe  Beyond Maracana eingebunden wurden.[8]

## Finanzen
Das Kinderhilfswerk hat im Jahr 2022 Spendeneinnahmen und sonstige Zuwendungen in Höhe von 667.623 Euro (2022: 626.796 Euro) erzielt. Für die satzungsgemäße Projektarbeit wurden 554.994 Euro (2022: 667.467 Euro) ausgegeben, die rund 4000 Kindern und Jugendlichen sowie deren Familien zugutekommen. Das Kinderhilfswerk Eine Welt e. V. hat einen Verwaltungsaufwand von 34.820 Euro (2022: 28.578 Euro). Für Werbung und allgemeine Öffentlichkeitsarbeit wurden 31.949 Euro (2022: 29.019 Euro) ausgegeben. Der Verein ist berechtigt, das DZI-Spendensiegel zu tragen (Deutsches Zentralinstitut für soziale Fragen) und ist Mitglied der Initiative Transparente Zivilgesellschaft.

## Vorstand
Die Organisation wird von vier Personen geführt:
- Der 1. Vorsitzende Uwe Schmidt ist hauptberuflich in der Öffentlichkeitsarbeit tätig.
- Hauke Nagel ist Gymnasiallehrer.
- Kara Eggers ist Erzieherin.
- Anna Kilian.